# Charron (Charente-Maritime)
Pour les articles homonymes, voir charron.
Charron est une commune françaisee située dans le département de la Charente-Maritime (région Nouvelle-Aquitaine).
Commune littorale et estuarienne, Charron est un petit port de pêche côtier surtout connu et réputé pour sa production de moules qui en font un site renommé.

## Géographie

### Situation
Le bourg de Charron, située en Aunis et sur la baie de l'Aiguillon et tout au nord du département de la Charente-Maritime, confine avec le département voisin de la Vendée.
Il  fait partie du parc interrégional du Marais poitevin.

### Communes limitrophes
Les communes limitrophes sont Andilly, Esnandes, Marans, Villedoux, Puyravault et Sainte-Radégonde-des-Noyers.

### Hydrographie

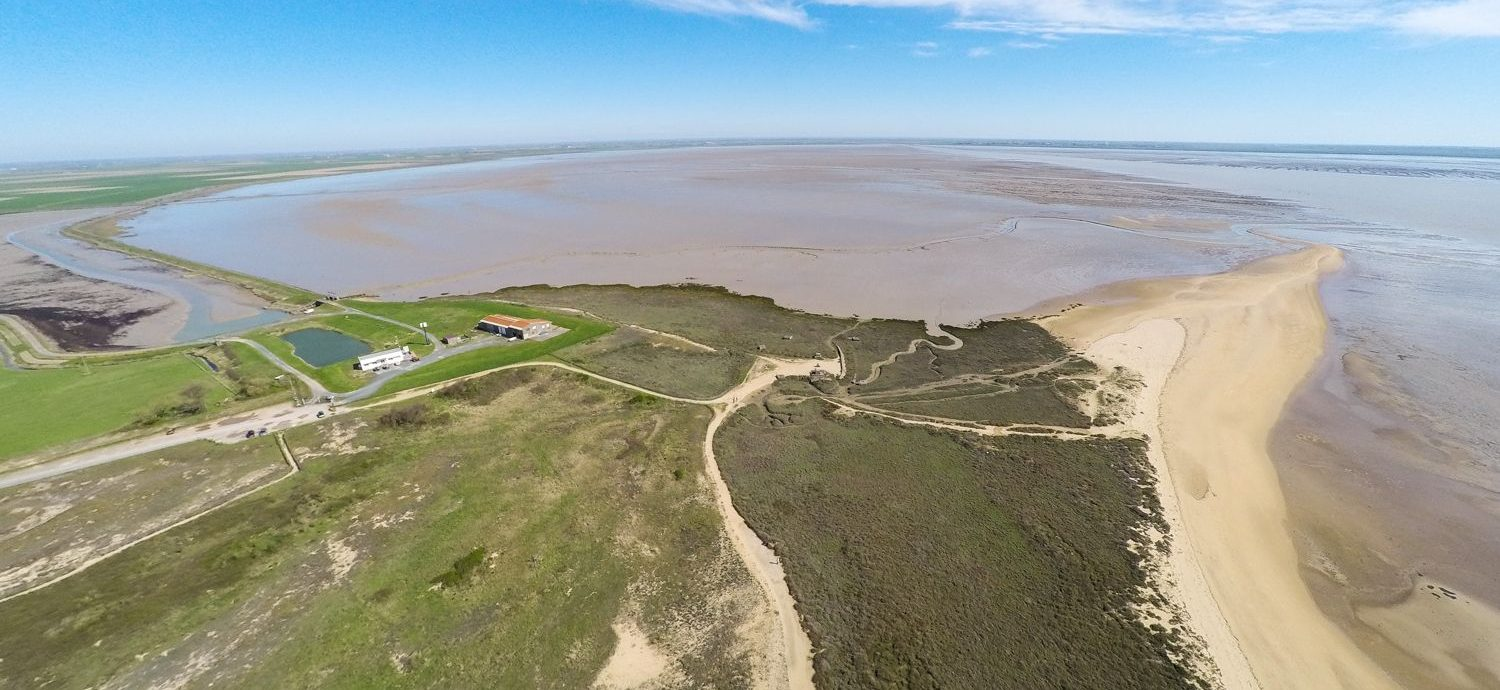
Vue sur la baie de l'aiguillon depuis la pointe du Lay en Vendée.

Charron est avant tout une ville littorale, étant bordée par la baie de l'Aiguillon, et une ville fluviale étant située sur l'estuaire et l'embouchure de la Sèvre niortaise qui débouche sur le Pertuis Breton.
C'est également une ville de marais appartenant à la partie occidentale du Marais poitevin desséché.
Au sud de la ville se trouve le canal du Curé qui se jette dans la baie de l'Aiguillon. C'est un important canal de dessèchement construit à la fin du XVIIIe siècle. Il débouche dans le site des Mizottes, espace marécageux composé de vasières littorales.

### Milieux naturels et biodiversité
La commune,  qui fait partie du Parc naturel régional du Marais poitevin,  accueille sur son territoire une vaste partie de la Réserve naturelle nationale de la baie de l'Aiguillon. Cette réserve qui s'étend sur 5 000 ha et se situe à l'embouchure de la Sèvre Niortaise est l'une des plus importantes de France, elle est en effet répertoriée de longue date comme un site d'hivernage et de halte d'importance nationale et internationale pour les oiseaux d'eau migrateurs qui sont environ 74 000 chaque année.

## Urbanisme
Charron est devenue une ville résidentielle très recherchée et se trouve dans la troisième couronne de l'aire urbaine de La Rochelle, ville-préfecture de la Charente-Maritime dont elle n'est distante que de 14 km au nord.

### Typologie
Au 1er janvier 2024, Charron est catégorisée bourg rural, selon la nouvelle grille communale de densité à 7 niveaux définie par l'Insee en 2022.
Elle est située hors unité urbaine. Par ailleurs la commune fait partie de l'aire d'attraction de La Rochelle, dont elle est une commune de la couronne,. Cette aire, qui regroupe 72 communes, est catégorisée dans les aires de 200 000 à moins de 700 000 habitants,.
La commune, bordée par l'océan Atlantique, est également une commune littorale au sens de la loi du 3 janvier 1986, dite loi littoral. Des dispositions spécifiques d’urbanisme s’y appliquent dès lors afin de préserver les espaces naturels, les sites, les paysages et l’équilibre écologique du littoral, tel le principe d'inconstructibilité, en dehors des espaces urbanisés, sur la bande littorale des 100 mètres, ou plus si le plan local d’urbanisme le prévoit.

### Occupation des sols

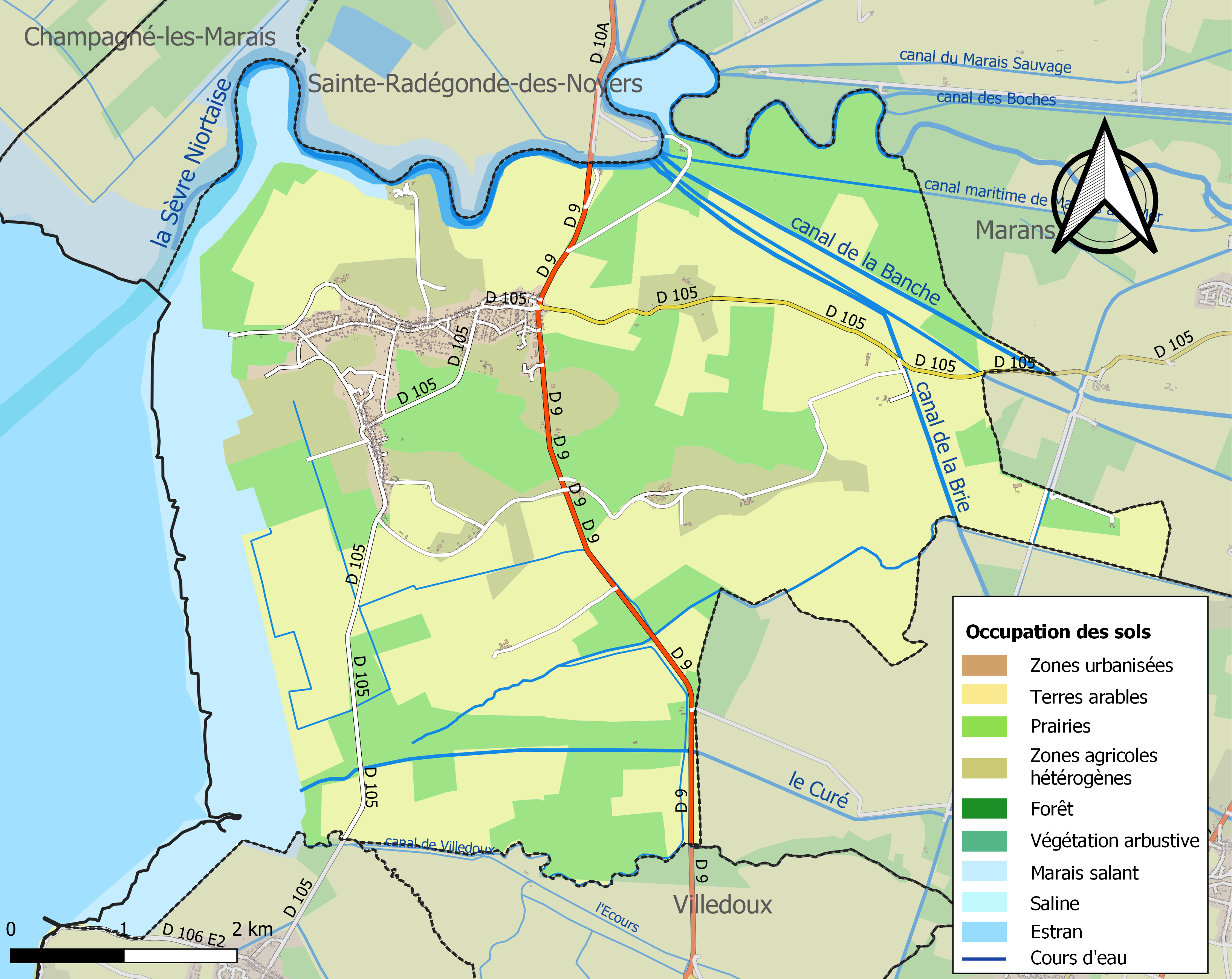
Carte des infrastructures et de l'occupation des sols de la commune en 2018 (CLC).

L'occupation des sols de la commune, telle qu'elle ressort de la base de données européenne d’occupation biophysique des sols Corine Land Cover (CLC), est marquée par l'importance des territoires agricoles (91,5 % en 2018), une proportion identique à celle de 1990 (91,5 %). La répartition détaillée en 2018 est la suivante :
terres arables (50 %), prairies (30,3 %), zones agricoles hétérogènes (11,1 %), zones urbanisées (3,9 %), zones humides côtières (1,7 %), eaux continentales (1,2 %), zones humides intérieures (1,1 %), eaux maritimes (0,7 %). L'évolution de l’occupation des sols de la commune et de ses infrastructures peut être observée sur les différentes représentations cartographiques du territoire : la carte de Cassini (XVIIIe siècle), la carte d'état-major (1820-1866) et les cartes ou photos aériennes de l'IGN pour la période actuelle (1950 à aujourd'hui).

### Habitat et logement
En 2020, le nombre total de logements dans la commune était de 903, alors qu'il était de 828 en 2015 et de 960 en 2010.
Parmi ces logements, 92,5 % étaient des résidences principales, 2,9 % des résidences secondaires et 4,7 % des logements vacants. Ces logements étaient pour 97,2 % d'entre eux des maisons individuelles et pour 2,5 % des appartements.
Le tableau ci-dessous présente la typologie des logements à Charron en 2020 en comparaison avec celle de la Charente-Maritime et de la France entière. Une caractéristique marquante du parc de logements est ainsi une proportion de résidences secondaires et logements occasionnels (2,9 %) inférieure à celle du département (22,3 %) et à celle de la France entière (9,7 %). Concernant le statut d'occupation de ces logements, 81,3 % des habitants de la commune sont propriétaires de leur logement (80,4 % en 2015), contre 65,5 % pour la Charente-Maritime et 57,5 pour la France entière.
| Typologie                                               | Charron | Charente-Maritime | France entière |
| ------------------------------------------------------- | ------- | ----------------- | -------------- |
| Résidences principales (en %)                           | 92,5    | 70,8              | 82,1           |
| Résidences secondaires et logements occasionnels (en %) | 2,9     | 22,3              | 9,7            |
| Logements vacants (en %)                                | 4,7     | 7                 | 8,2            |

### Voies de communication et transports
La commune dispose de transports scolaires utilisables par tous. Les transports en commun les plus proches se situant sur les communes voisines de Marans et d'Esnandes, la commune est inscrite au réseau de covoiturage en commun « Rézo Pouce » qui permet de se rendre en covoiturage dans tout le territoire de la Communauté de communes Aunis Atlantique ainsi que dans la Communauté d'Agglomération de La Rochelle. Le temps d'attente est en moyenne de cinq minutes par trajet.

### Risques naturels et technologiques
Le territoire de la commune de Charron est vulnérable à différents aléas naturels : météorologiques (tempête, orage, neige, grand froid, canicule ou sécheresse), inondations, mouvements de terrains et séisme (sismicité modérée). Il est également exposé à un risque technologique,  le transport de matières dangereuses. Un site publié par le BRGM permet d'évaluer simplement et rapidement les risques d'un bien localisé soit par son adresse soit par le numéro de sa parcelle.

#### Risques naturels
La commune fait partie du territoire à risques importants d'inondation (TRI) de la baie de l'Aiguillon, regroupant 16 communes concernées par un risque de submersion marine sur le secteur de La Baie d’Aiguillon (6 en Charente-Maritime et 10 en Vendée), un des 21 TRI qui ont été arrêtés fin 2012 sur le bassin Loire-Bretagne et confirmé en 2018 lors du second cycle de la Directive inondation. Les submersions marines les plus marquantes des XXe et XXIe siècles antérieures à 2019 sont celles liées à la tempête du 16 novembre 1940, à la tempête du 15 février 1957, aux tempêtes Lothar et Martin des 26 et 27 décembre 1999 et à la tempête Xynthia des 27 et 28 février 2010. C’est à la suite de cette tempête que l’État a défini des zones de solidarité où les parcelles considérées comme trop dangereuses pour y maintenir des maisons peuvent à terme être expropriées, sur les communes de La Faute-sur-Mer et de L'Aiguillon-sur-Mer (Vendée), et Charron (Charente-Maritime). Les maisons situées dans ces zones, soumises à enquête publique, ont fait l'objet soit d'un rachat à l'amiable par l'État, soit, au terme d'une enquête publique, d'une expropriation. Des cartes des surfaces inondables ont été établies pour trois scénarios : fréquent (crue de temps de retour de 10 ans à 30 ans), moyen (temps de retour de 100 ans à 300 ans) et extrême (temps de retour de l'ordre de 1 000 ans, qui met en défaut tout système de protection),. La commune a été reconnue en état de catastrophe naturelle au titre des dommages causés par les inondations et coulées de boue survenues en 1982, 1999 et 2010,.

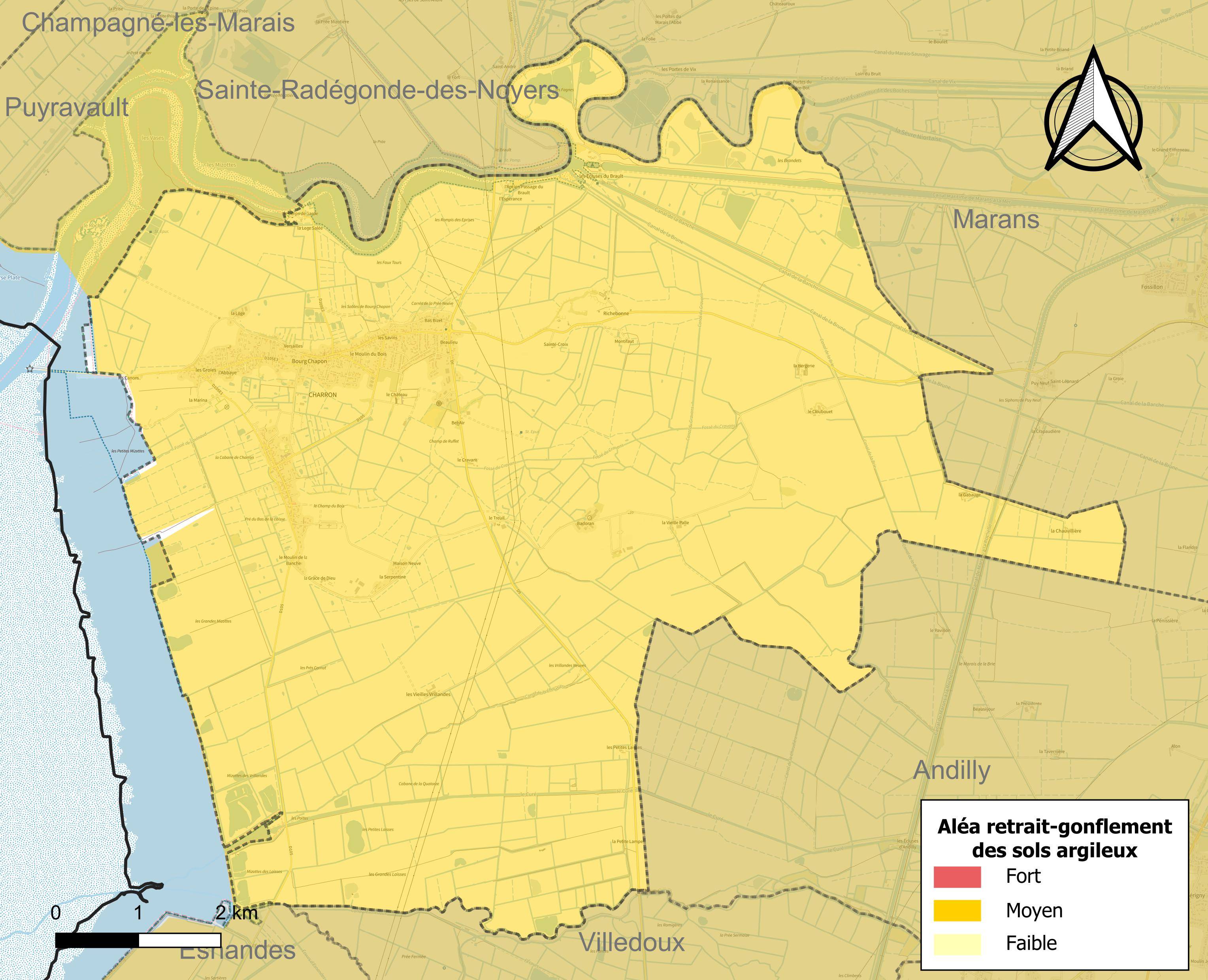
Carte des zones d'aléa retrait-gonflement des sols argileux de Charron.

Les mouvements de terrains susceptibles de se produire sur la commune sont des tassements différentiels.
Le retrait-gonflement des sols argileux est susceptible d'engendrer des dommages importants aux bâtiments en cas d’alternance de périodes de sécheresse et de pluie. 99,7 % de la superficie communale est en aléa moyen ou fort (54,2 % au niveau départemental et 48,5 % au niveau national). Sur les 887 bâtiments dénombrés sur la commune en 2019,  887 sont en aléa moyen ou fort, soit 100 %, à comparer aux 57 % au niveau départemental et 54 % au niveau national. Une cartographie de l'exposition du territoire national au retrait gonflement des sols argileux est disponible sur le site du BRGM,.
Par ailleurs, afin de mieux appréhender le risque d’affaissement de terrain, l'inventaire national des cavités souterraines permet de localiser celles situées sur la commune.
Concernant les mouvements de terrains, la commune a été reconnue en état de catastrophe naturelle au titre des dommages causés par la sécheresse en 1989, 2003 et 2005 et par des mouvements de terrain en 1999 et 2010.

#### Risques technologiques
Le risque de transport de matières dangereuses sur la commune est lié à sa traversée par une ou des infrastructures routières ou ferroviaires importantes ou la présence d'une canalisation de transport d'hydrocarbures. Un accident se produisant sur de telles infrastructures est susceptible d’avoir des effets graves sur les biens, les personnes ou l'environnement, selon la nature du matériau transporté. Des dispositions d’urbanisme peuvent être préconisées en conséquence.

## Toponymie
Relatée sous le nom de Insula Caronis vers 1099. Elle serait issue de l'anthroponyme gallo-romain Carus, auquel a été apposé le suffixe -one.

## Histoire

### Antiquité
Charron est l'une de ces petites îles de marais où les hommes se sont installés dès l'époque gallo-romaine. Après la chute de l'Empire romain, des colliberts s'y établirent.

### Moyen Âge
Dès le Xe siècle, les moines auraient entrepris des assèchements dans les marais voisins. Au XIe siècle, une première abbaye aurait existé qui très vite entra dans la dépendance de l'abbaye de Maillezais.
Une nouvelle abbaye cistercienne de la Grâce-Notre-Dame est fondée en 1188 ou en 1191 par Richard II, roi d'Angleterre.
En 1360, une première forteresse est édifiée sur l'ordre d’Édouard III, devenu souverain de l'Aunis par le traité de Brétigny. Cette forteresse a pour fonction de protéger l'entrée de la Sèvre et la ville de Marans.
Après la guerre de Cent Ans, la mytiliculture prend réellement son essor, mais la prospérité s'interrompt avec les guerres de Religion. En effet, Charron devient un enjeu essentiel car elle permettait de contrôler l'approvisionnement en grain de La Rochelle qui depuis les marchés de Marans se faisait par la Sèvre. En 1562, les Protestants occupent Charron.

### Temps modernes

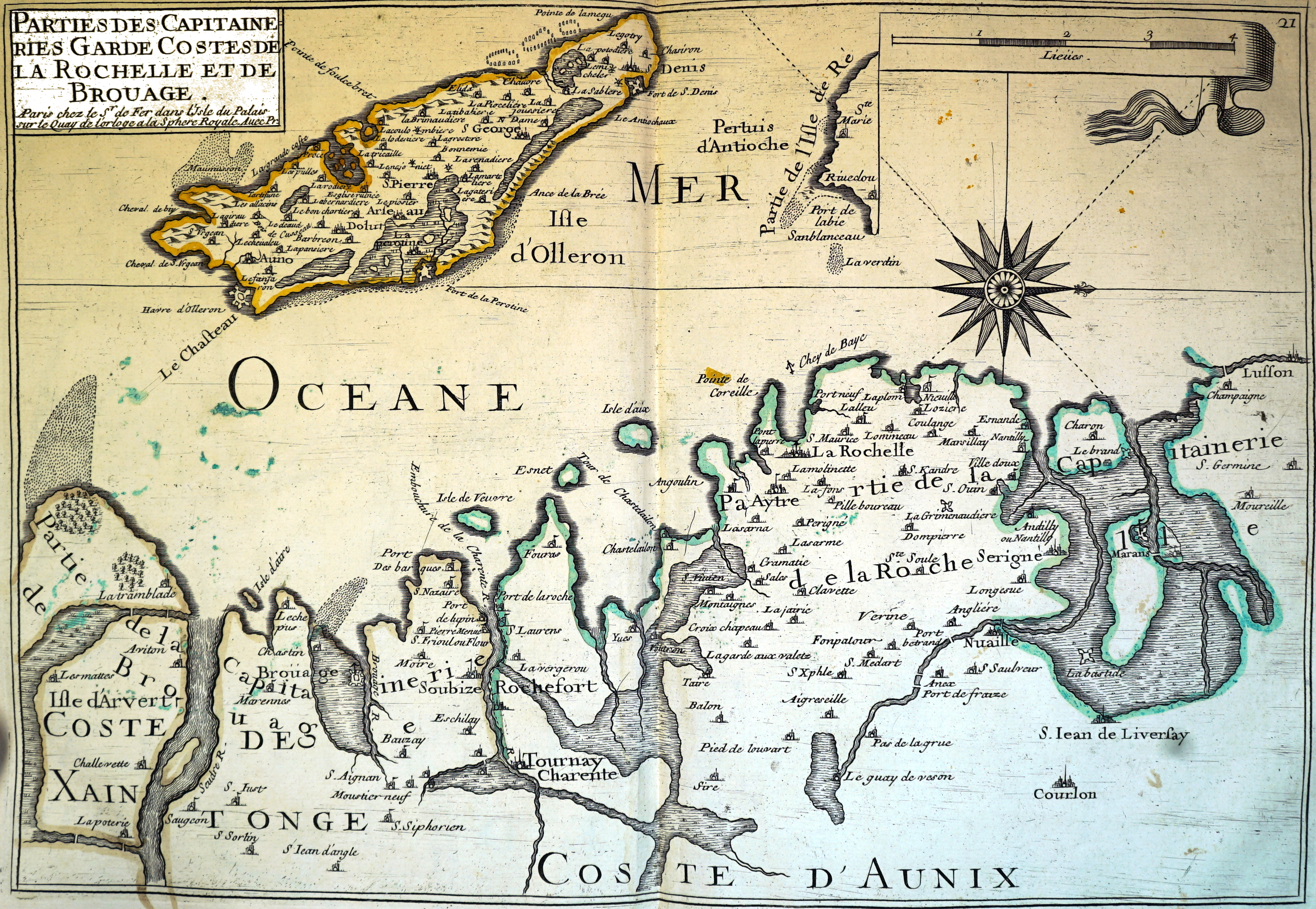
Charon, île entouré de marais, plan de 1690 par Christophe Tassin, bibliothèque Carnegie (Reims).

Le comte de Lude, gouverneur du Poitou, et le maréchal de Brion vinrent combattre les troupes réformées de François de la Noue puis de Henri de Navarre. Il faudra 50 ans à Charron pour se relever de ses ruines. Ainsi, l'église actuelle ne fut reconstruite qu'en 1680.
L'assèchement systématique du marais de part et d'autre de la Sèvre caractérise les XVIIe et XVIIIe siècles.

### Époque contemporaine
Le XIXe siècle voit le développement des transports qui permettent d’accroître les débouchés pour la mytiliculture de Charron.
Le développement des transports rapproche Charron de La Rochelle au XXe siècle, qui devient une commune de l'aire urbaine de La Rochelle. Il bénéficie de l'augmentation de sa population liée à l'attractivité de l'agglomération.
Cependant, en février 2010, le bourg de Charron est victime de la tempête Xynthia. Il redevient une île en raison de la submersion marine soudaine causée par l'événement. Charron et Bourg-Chapon étaient coupés en deux par la montée des eaux. Les conséquences sur la ville sont la création de zones d'expropriations dites « zones noires » qui prévoient la destruction de presque 200 maisons. À la suite de cela, des quartiers entiers sont rasés et près de 600 personnes se retrouvent sinistrées, contraintes de quitter définitivement leur domicile et se reloger ailleurs. Finalement, la commune perdra environ 450 habitants sur les presque 2 340 qu'elle comptait.

## Politique et administration

### Rattachements administratifs et électoraux

#### Rattachements administratifs
La commune se trouve dans l'arrondissement de La Rochelle du département de la Charente-Maritime.
Elle faisait partie depuis 1793 du canton de Marans. Dans le cadre du redécoupage cantonal de 2014 en France, cette circonscription administrative territoriale a disparu, et le canton n'est plus qu'une circonscription électorale.

#### Rattachements électoraux
Pour les élections départementales, la commune fait partie depuis 2014 d'un nouveau canton de Marans porté de 6 à 20 communes.
Pour l'élection des députés, elle fait partie de la deuxième circonscription de la Charente-Maritime.

### Intercommunalité
Charron était membre de la communauté de communes du Pays Marandais, un établissement public de coopération intercommunale (EPCI) à fiscalité propre créé fin 1996 et auquel la commune avait transféré un certain nombre de ses compétences, dans les conditions déterminées par le code général des collectivités territoriales.
Conformément aux prescriptions de la loi de réforme des collectivités territoriales du 16 décembre 2010, qui a prévu le renforcement et la simplification des intercommunalités et la constitution de structures intercommunales de grande taille, cette intercommunalité a fusionné avec sa voisine pour former, le 1er janvier 2017, la communauté de communes Aunis Atlantique, dont est désormais membre la commune.

### Liste des maires
| Période                                  | Période                        | Identité            | Étiquette | Qualité                                                                           |
| ---------------------------------------- | ------------------------------ | ------------------- | --------- | --------------------------------------------------------------------------------- |
| Les données manquantes sont à compléter. |                                |                     |           |                                                                                   |
|                                          |                                |                     |           |                                                                                   |
|                                          | 2001                           | Bernard Bouyé       |           | Mytiliculteur Démissionnaire                                                      |
| 2001                                     | juin 2010                      | Jean-François Faget | DVG       | Secrétaire général de la mairie de Nieul-sur-Mer Démissionnaire                   |
| septembre 2010                           | septembre 2023                 | Jérémy Boisseau     | DVD       | Agriculteur Vice-président de la CC Aunis Atlantique (2020 → 2023) Démissionnaire |
| octobre 2023                             | En cours (au 30 novembre 2023) | Martine Boutet      |           | Comptable retraitée                                                               |

### Jumelages
Cap-Pelé (Canada), depuis 1982.

## Population et société
Les habitants sont appelés les Charronais et les Charronaises.

### Démographie

#### Évolution démographique
L'évolution du nombre d'habitants est connue à travers les recensements de la population effectués dans la commune depuis 1793. Pour les communes de moins de 10 000 habitants, une enquête de recensement portant sur toute la population est réalisée tous les cinq ans, les populations de référence des années intermédiaires étant quant à elles estimées par interpolation ou extrapolation. Pour la commune, le premier recensement exhaustif entrant dans le cadre du nouveau dispositif a été réalisé en 2005.

En 2022, la commune comptait 2 014 habitants, en évolution de +1,67 % par rapport à 2016 (Charente-Maritime : +4,04 %, France hors Mayotte : +2,11 %).
| 1793 | 1800 | 1806 | 1821 | 1831 | 1836 | 1841 | 1846 | 1851  |
| ---- | ---- | ---- | ---- | ---- | ---- | ---- | ---- | ----- |
| 910  | 621  | 930  | 774  | 958  | 953  | 929  | 980  | 1 021 |

| 1856 | 1861  | 1866  | 1872  | 1876  | 1881  | 1886  | 1891  | 1896  |
| ---- | ----- | ----- | ----- | ----- | ----- | ----- | ----- | ----- |
| 993  | 1 030 | 1 076 | 1 034 | 1 106 | 1 212 | 1 314 | 1 287 | 1 277 |

| 1901  | 1906  | 1911  | 1921  | 1926  | 1931  | 1936  | 1946  | 1954  |
| ----- | ----- | ----- | ----- | ----- | ----- | ----- | ----- | ----- |
| 1 346 | 1 422 | 1 414 | 1 216 | 1 234 | 1 241 | 1 228 | 1 252 | 1 253 |

| 1962  | 1968  | 1975  | 1982  | 1990  | 1999  | 2005  | 2006  | 2010  |
| ----- | ----- | ----- | ----- | ----- | ----- | ----- | ----- | ----- |
| 1 307 | 1 337 | 1 444 | 1 538 | 1 512 | 1 650 | 2 038 | 2 140 | 2 337 |

| 2015  | 2020  | 2022  | - | - | - | - | - | - |
| ----- | ----- | ----- | - | - | - | - | - | - |
| 1 980 | 2 007 | 2 014 | - | - | - | - | - | - |

#### Pyramide des âges
La population de la commune est relativement jeune.
En 2018, le taux de personnes d'un âge inférieur à 30 ans s'élève à 32,2 %, soit au-dessus de la moyenne départementale (29 %). À l'inverse, le taux de personnes d'âge supérieur à 60 ans est de 28,1 % la même année, alors qu'il est de 34,9 % au niveau départemental.
En 2018, la commune comptait 988 hommes pour 1 007 femmes, soit un taux de 50,48 % de femmes, légèrement inférieur au taux départemental (52,15 %).
Les pyramides des âges de la commune et du département s'établissent comme suit.
| Hommes | Classe d’âge | Femmes |
| ------ | ------------ | ------ |
| 1,3    | 90 ou +      | 3,7    |
| 5,7    | 75-89 ans    | 8,8    |
| 18,8   | 60-74 ans    | 17,7   |
| 21,8   | 45-59 ans    | 21,2   |
| 18,3   | 30-44 ans    | 18,4   |
| 15,2   | 15-29 ans    | 12,7   |
| 18,8   | 0-14 ans     | 17,5   |

| Hommes | Classe d’âge | Femmes |
| ------ | ------------ | ------ |
| 1,1    | 90 ou +      | 2,6    |
| 10,1   | 75-89 ans    | 12,6   |
| 22     | 60-74 ans    | 23,2   |
| 20,1   | 45-59 ans    | 19,7   |
| 16,1   | 30-44 ans    | 15,6   |
| 15,2   | 15-29 ans    | 12,7   |
| 15,4   | 0-14 ans     | 13,6   |

### Manifestations culturelles et festivités
Chaque année depuis 2011, en juin, a lieu Moul'Stock, un festival de rock gratuit. L'évènement, qui a réuni près de 10 000 personnes en 2023, propose deux soirées durant lesquelles 2,5 tonnes de moules sont vendues. Jusqu'en 2023, « Les défis du Marais », une sorte de triathlon revisité comportant VTT, canoë et course à pied, étaient organisés en parallèle. 

## Économie

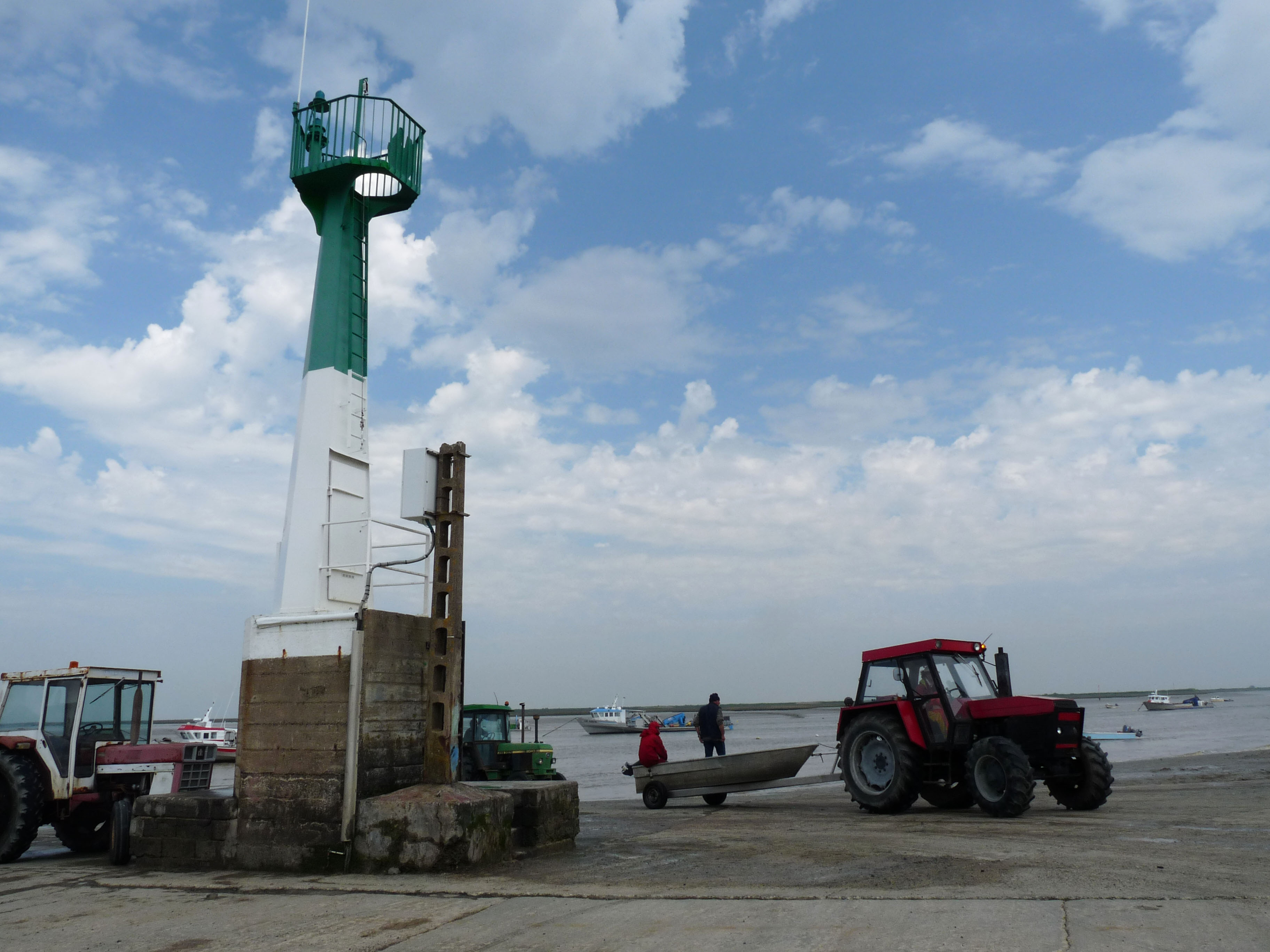
Le port du Pavé.

Charron est dotée de deux ports, le port du Pavé et le port du Corps De Garde.
Un climat favorable, ainsi que les apports conjugués d'eau douce – la Sèvre niortaise – et d'eau salée ont favorisé le développement de la mytiliculture. La moule de bouchot est reine, comme en témoigne l'omniprésence des pieux noirs enfoncés dans vase. La Charron est le nom sous lequel la moule locale, cultivée à Charron, Esnandes et Marsilly et répondant aux exigences d'un cahier des charges strict datant de 1995, est commercialisée.

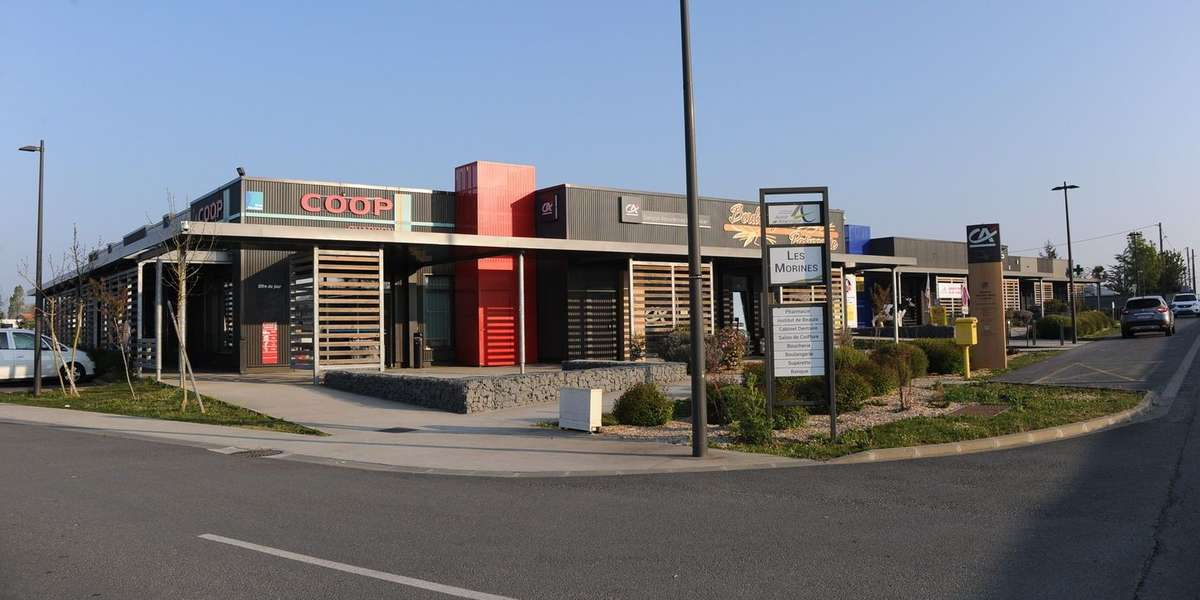
La zone commerciale des Maurines à Charron.

La commune dispose de nombreux commerces réunis en centre-ville autour d'une zone commerciale. Des produits alimentaires en passant par le soin et la beauté, cette zone comporte aussi une aire de camping-car avec vidange et eau potable inclus. Un projet de maison médicale est à l'étude.

## Culture locale et patrimoine

### Lieux et monuments

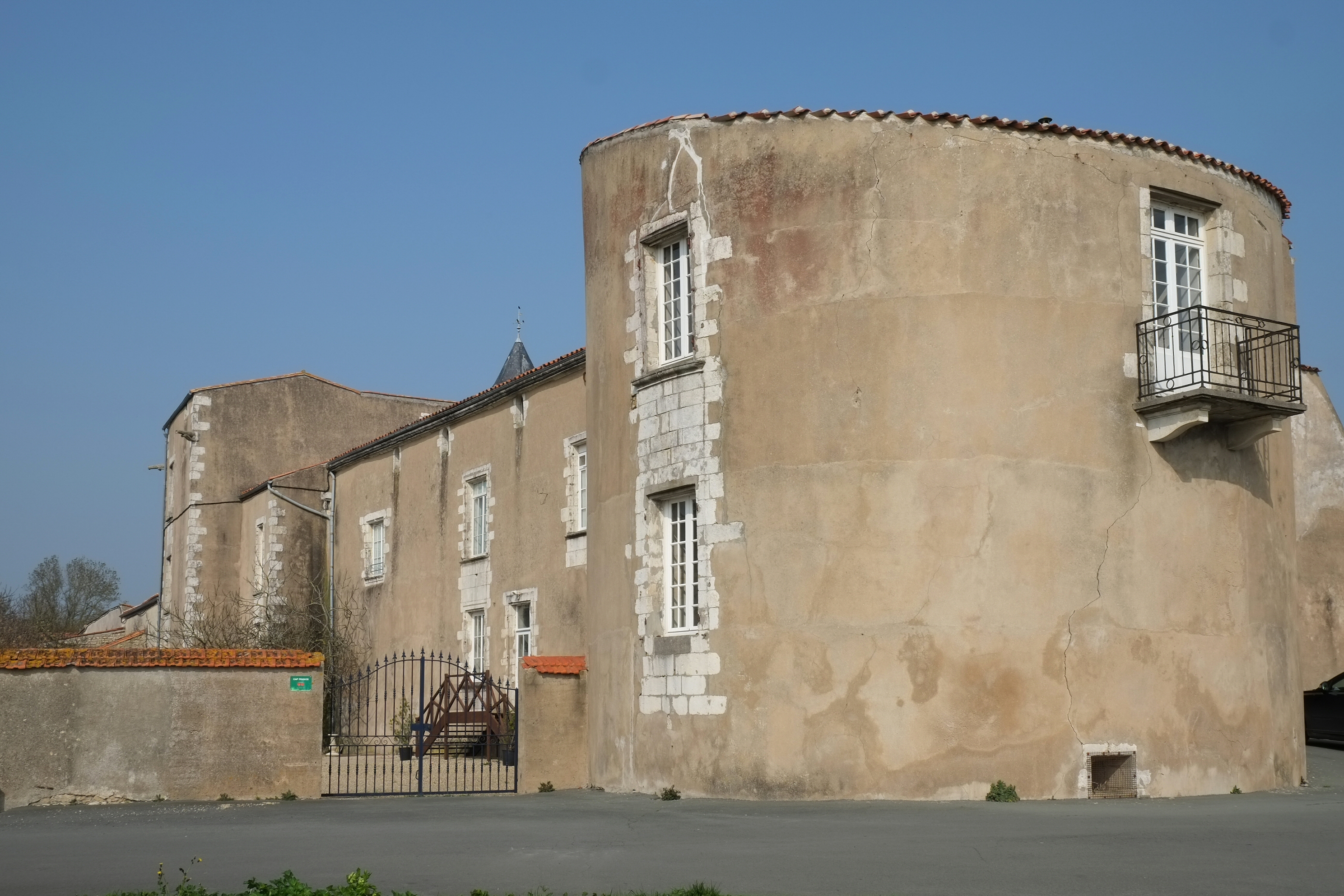
Le château et sa tour médiévale.

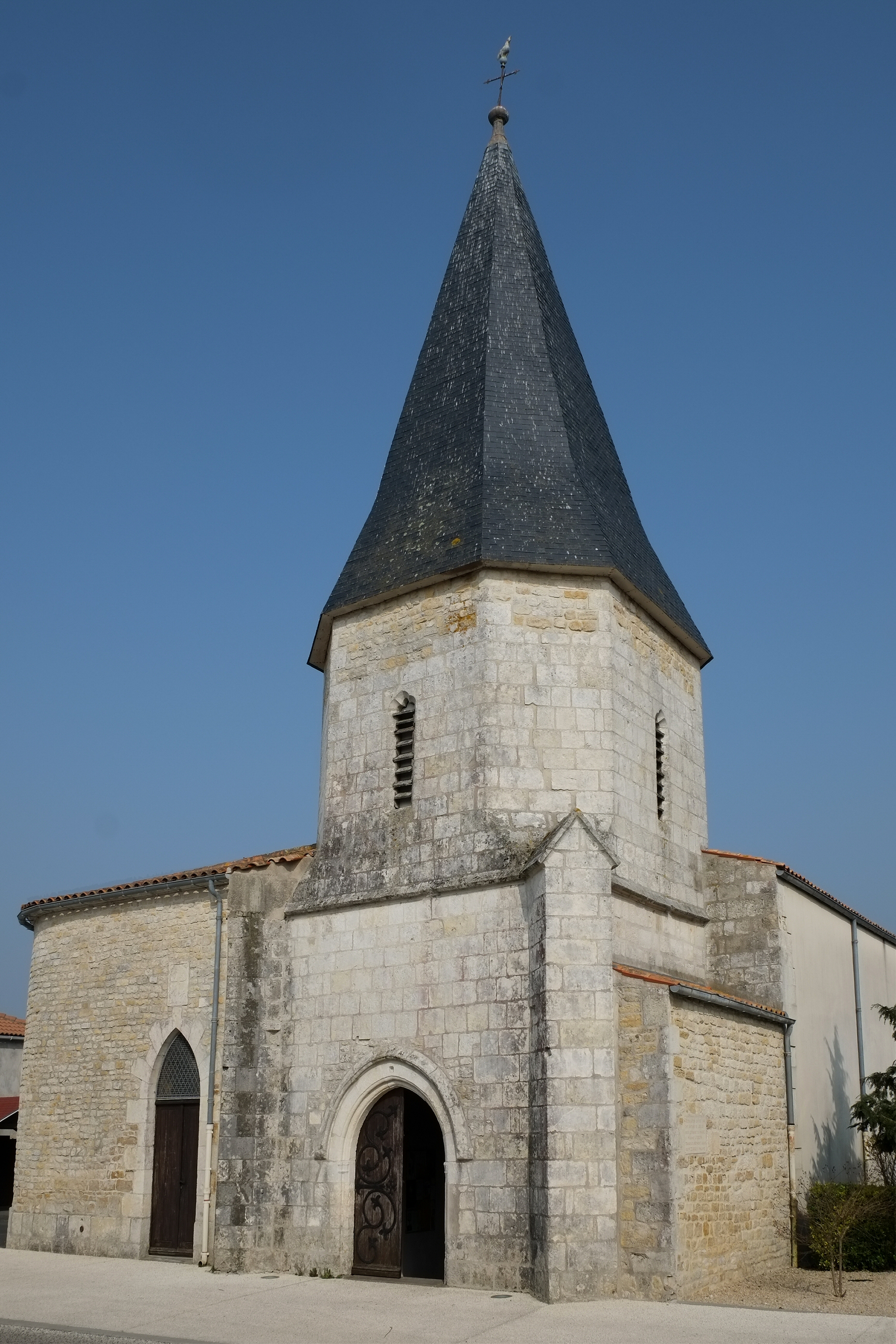
Église Saint-Nicolas.

- Château de Charron[39] :
De la forteresse médiévale, il ne reste qu'une grosse tour ronde dérasée et une autre quadrangulaire, à la base desquelles on peut voir des fentes verticales aménagées pour le tir au canon. Détruite pendant les Guerres de religion, elle fut reconstruite en 1596.
Le château présente de nos jours, une façade intérieure qui s'apparente au style renaissance. La porte est surmontée d'un fronton triangulaire et encadrée de pilastres. Au-dessus, il est possible de voir des fenêtres géminées. À la jonction du toit et de la façade, les lucarnes sont décorées de pots à feu et de frontons.
Il est aujourd'hui transformé en Maison familiale rurale et en Hôtel—Restaurant.
- Église Saint-Nicolas :
Très simple, l'église actuelle présente plusieurs périodes. Le clocher de style gothique date du XVe siècle, la nef des XVe et XVIIe siècles. Des nervures ogivales sous les cloches, et des frontons sont du XIIIe siècle. Derrière le maître-autel se trouve une fenêtre sans vitrail. Les autres fenêtres sont pourvues de vitraux posés aux XIXe et XXe siècles. La sacristie, la chapelle Notre-Dame-de-la-Salette et les fonts baptismaux datent du XIXe siècle. La grosse cloche a été posée en 1859 et la petite en 1869. Le retable, avec l'autel et son tabernacle, a été réalisé en 1689 par Cyprien Tramblet, sculpteur niortais.

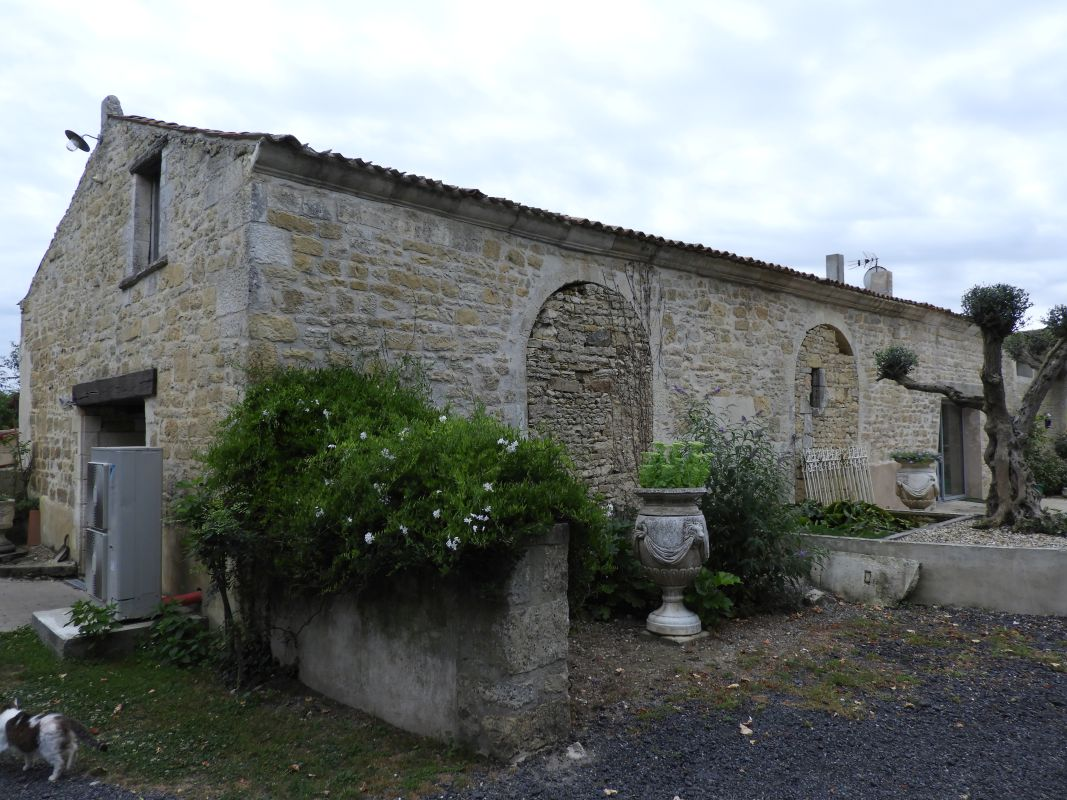
Vestiges de l'Abbaye de Charron, aujourd'hui réhabilitée en habitation et en local pour associations.

- Abbaye de Charon :
L’abbaye de Charon (ou de Charron, appelée également abbaye de Grâce Notre-Dame) est une ancienne abbaye cistercienne, fondée par les moines de la Grâce-Dieu. Détruite en 1562 pendant les guerres de Religion, l'abbaye est reconstruite à partir de 1614 et survit jusqu'à la Révolution. Vendue alors comme bien national, elle devint ensuite une simple exploitation agricole.
- Le pont du Brault est un ouvrage à bascule permettant, aux automobiles et poids-lourds de moins 26 tonnes, de franchir la Sèvre Niortaise qui est à la limite entre la Charente-Maritime et la Vendée. En s'ouvrant il permet toujours aux bateaux de rejoindre, vers l'aval, la baie de l'Aiguillon ou, vers l'amont, le port de Marans.
Il a été mis en service en 1977, remplaçant un précédent devenu obsolète. Avant le XXe siècle la traversée se faisait avec un bac[40]. 
Un projet de Viaduc est toujours à l'étude[réf. nécessaire] ce qui permettrait de contourner Charron et Marans.

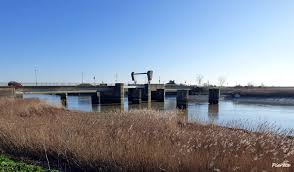
Le Pont du Brault.

### Personnalités liées à la commune
- Pierre de Chertemps (-1703), seigneur de Charron, intendant de la marine ;
- André Salardaine (1908 - 1985), homme politique né à Charron ;
- Christian Bujeau (1944 - ), acteur né à Charron ;
- Philippe Berre (1954 - ) y a commis en 2010 une forfaiture, se faisant passer pour un fonctionnaire du ministère de l'agriculture et de la pêche chargé de la coordination des secours relatifs à la tempête Xynthia ;

### Héraldique
| Blason de Charron (Charente-Maritime) | Blason  | Écartelé : au 1er d'azur à la coquille de moule de sable ombrée d'argent posée en barre, au 2e de gueules à la perdrix couronnée d'or, au 3e de gueules à la tour d'argent, au 4e d'azur au besant défaillant à dextre et à l'épi, les deux d'or et passés en sautoir. |
| Blason de Charron (Charente-Maritime) | Détails | Le statut officiel du blason reste à déterminer. |

## Pour approfondir